# Primrose International Viola Competition
La Primrose International Viola Competition (PIVC), nota anche come Primrose Memorial Scholarship Competition (PMSC), è un concorso di interpretazione violistica istituito dalla American Viola Society e dedicato al celebre virtuoso William Primrose.
La PIVC è il primo concorso di interpretazione violistica, istituito nel 1979. Si svolge con regolarità dal 1987, spesso in concomitanza con il North American Viola Congress. L'evento è diventato triennale dal 2005, con sede permanente a Albuquerque. È aperta ai violisti di ogni nazionalità, al di sotto dei trenta anni di età. Il concorso è strutturato in tre turni, nell'arco di una settimana, nei quali i candidati eseguono brani scelti dal repertorio violistico e dalle trascrizioni per viola realizzate da Primrose. In alcune edizioni è richiesta anche l'esecuzione di un brano d'obbligo prestabilito dalla commissione.

## Edizioni
| Ed. (PIVC) | Ed. (PMSC) | Anno | Città                                                                        | 1º premio            | 2º premio                       | 3º premio           | Brano d'obbligo                                           | Note / Commissari |
| ---------- | ---------- | ---- | ---------------------------------------------------------------------------- | -------------------- | ------------------------------- | ------------------- | --------------------------------------------------------- | --- |
| 1          | —          | 1979 | Brigham Young University Provo, Utah                                         | Geraldine Walther    | Jun Takahira                    | Patricia McCarty    |                                                           | Giuria: William Primrose, Ralph Aldrich, Joseph de Pasquale |
|            | 1          | 1987 | University of Michigan Ann Arbor, Michigan                                   | Lynne Richburg       | Carla-Maria Rodrigues           | Paris Anastasiadis  |                                                           | In concomitanza con il 15º International Viola Congress. Giuria: Robert Oppelt (presidente), David Dalton, Rosemary Glyde, Nathan Gordon, Louis Kievman, Dwight Pounds, Ann Woodward                             |
|            | 2          | 1989 | University of Redlands Redlands, California                                  | Daniel Foster        | Ming Pak                        | Kai Tang            |                                                           | In concomitanza con il 17º International Viola Congress. Giuria: Louis Kievman (presidente), David Dalton, Alan deVeritch, Roberto Díaz, Rosemary Glyde, Donald McInnes, Dwight Pounds, Sven Reher, Karen Tuttle |
|            | 3          | 1991 | Ithaca College Ithaca, New York                                              | Kirsten Docter       | Kin-Fung Leung                  | — non assegnato —   | Aria and Allegro per viola e archi (1991) di Richard Lane | In concomitanza con il 19º International Viola Congress. Giuria: Emanuel Vardi (presidente), Harold Coletta, David Dalton, Rosemary Glyde, Pamela Goldsmith, John White                                          |
|            | 4          | 1993 | Northwestern University Evanston, Illinois                                   | Nokuthula Ngwenyama  | Kathryn Lockwood                | — non assegnato —   |                                                           | In concomitanza con il 21º International Viola Congress. Giuria: William Preucil (presidente), David Dalton, Mary Arlin, Paul Coletti, William Magers, Thomas Tatton                                             |
|            | 5          | 1995 | Indiana University Bloomington, Indiana                                      | Catherine Basrak     | Joan DerHovsepian               | / Scott Lee         |                                                           | In concomitanza con il 23º International Viola Congress. Giuria: Donna Lively Clark, James Dunham, Csaba Erdélyi, Abram Skernick, Thomas Tatton, Marcus Thompson                                                 |
|            | 6          | 1997 | University of Texas at Austin Austin, Texas                                  | Christina Castelli   | Rita Porfiris                   | Karin Brown         |                                                           | In concomitanza con il 25º International Viola Congress. Giuria: Karen Tuttle, Alan deVeritch, David Holland, Karen Ritscher                                                                                     |
|            | 7          | 1999 | University of Guelph Guelph, Ontario                                         | Lawrence Power       | Roland Glassl                   | Elizabeth Freivogel |                                                           | In concomitanza con il 27º International Viola Congress. Giuria: Ralph Aldrich, Alan deVeritch, Hartmut Lindemann, John White                                                                                    |
|            | 8          | 2001 | Elmhurst College Elmhurst, Illinois                                          | Antoine Tamestit     | Ula Žebriūnaitė                 | — non assegnato —   |                                                           | Giuria: Ralph Fielding, Jerzy Kosmala, Charles Pikler, William Preucil, Juliet White-Smith |
|            | 9          | 2003 | Samford University Homewood, Alabama                                         | Che-Yen (Brian) Chen | Teng Li                         | Nils Mönkemeyer     |                                                           | Giuria: Helen Callus (presidente), Barbara Hamilton, Michael Palumbo, Kathryn Steely, Dwight Pounds |
|            | 10         | 2005 | Brigham Young University Provo, Utah                                         | Jennifer Stumm       | David Aaron Carpenter David Kim | — non assegnato —   |                                                           | Giuria: Matthew Dane (presidente), Carol Rodland, Daniel Foster, Susan Dubois, Nokuthula Ngwenyama Menzione d'onore: Yu Jin                                                                                      |
| 12         | (11)       | 2008 | Arizona State University Tempe, Arizona                                      | Dimitri Murrath      | Emily Deans                     | Molly Carr          | Recitative per viola sola (2007) di Scott Slapin          | In concomitanza con il 36º International Viola Congress. Giuria: Claudine Bigelow (presidente), Ensik Choi, Bruno Pasquier, Carol Rodland, Eugene Sarbu, Amir Shiff, Steven Tenenbom                             |
| 13         | 13         | 2011 | Robertson & Sons Violins University of New Mexico Albuquerque, Nuovo Messico | Ayane Kozasa         | / Elias Goldstein               | Vicki Powell        | Inner Voices per viola sola (2011) di Peter Askim         | Giuria: Che-Yen Chen, Kirsten Docter, Wing Ho, Luis Magín, Karen Ritscher, Yitzhak Schotten, Barbara Westphal, Juliet White-Smith, Karin Brown Menzione d'onore: Da Kyung Kwak, Matthew Lipman                   |